# 라시드 누가모프
라시트 누그마노프(Rashid Nugmanov, 또한 라치트 누그마노프로도 표기; 러시아어: Рашид Мусаевич Нугманов; 1954년 3월 19일 알마티, 카자흐스탄에서 출생)는 카자흐의 영화 감독, 반체제 인사, 정치 운동가이며 카자흐 뉴 웨이브 영화 운동의 창시자이다.

## 영화 경력
라시트 누그마노프는 1954년 3월 19일 무슬림 카자흐 가정에서 태어났다. 1977년 알마티 건축 대학을 졸업한 후, 누그마노프는 1984년 세계 최초의 시네마토그래피 기관인 명문 모스크바 국립 영화 연구소 (VGIK)에 입학했다. 그의 감독 데뷔작인 이글라 (영화)는 1988년 9월 오데사에서 열린 "골든 듀크" 영화제에서 초연되어 "주목할 만한 시선" 상을 수상했다. 인기 있는 소련 록 음악가 빅토르 초이가 주연을 맡은 이 영화는 소련에서 약물 중독에 대한 이야기를 금기시하던 것을 깬 첫 영화 중 하나였다. 이 영화는 1989년 2월 소련에서 1,000개의 필름이 배급되어 3천만 명 이상의 관객이 관람한 박스오피스 히트작이 되었다. 이 영화는 또한 비평가들의 호평을 받았으며, 뉘른베르크 영화제에서 1등상을 수상하고 "카자흐 뉴 웨이브"를 시작했다. 그는 1990년 카자흐 영화의 뉴 웨이브의 모토를 선언했다: "우리는 예술에 대한 통일된 철학이나 통일된 예술적 견해를 요구하지 않는다. 우리는 자유와 예술에 대한 사랑으로 통일되어 있다." 누그마노프는 1989년부터 1992년까지 카자흐 영화인 연합의 회장을 역임했으며, 그 기간 동안 그는 더 와일드 이스트를 쓰고 감독하고 제작했다. 이 영화는 포스트 아포칼립스 펑크 사무라이 오스턴으로 베네치아, 로스앤젤레스, 도쿄도의 영화제에서 국제적인 찬사를 받았으며, 프랑스 발랑시엔에서 심사위원 특별상을 수상했다. 이 영화는 카자흐 뉴 웨이브와 누그마노프의 활발한 감독 경력의 종말을 알렸지만, 그는 1990년대 내내 각본을 계속 썼다.

## 운동
누그마노프는 1993년 프랑스 파리 (프랑스)로 이주했으며 현재 런던에 본사를 둔 싱크탱크인 국제 자유 네트워크의 총책임자를 맡고 있다. 이 단체는 구소련에서 민주주의를 육성하기 위해 설립되었다. 그가 마피아라고 비난한 누르술탄 나자르바예프의 정치 체제에 대한 가혹한 비판가인 누그마노프는 카자흐스탄과 중앙아시아 민주 세력 포럼, 카자흐스탄 공화 인민당, 카자흐스탄 민주 선택, 공정한 카자흐스탄을 위하여를 포함한 반체제 조직의 국제 관계를 담당했다.

## 필모그래피
- 이글라 리믹스 (2010)
- 더 와일드 이스트 (1993)
- 이글라 (영화) (1988)
- 이식스트보 비티 스미르님 (1987)
- 야하 (1986)
- 즈가 (1977)
- 스노우 밴드 (1971)

## 더 읽어보기
- 플라호프, 안드레이, "소비에트 영화 90년대" in 사이트 & 사운드 (런던), 1989년 봄.
- 시에솔, 포레스트, "카자흐스탄 웨이브", in 사이트 & 사운드 (런던), 1989년 가을.
- 호튼, 앤드류, "카자흐스탄의 유목민: 라시트 누그마노프와의 인터뷰", in 영화 비평, 1990년 여름.
- 프루너, 루드밀라 제브리나, "카자흐 영화의 뉴 웨이브" in 슬라빅 리뷰, Vol. 51, No. 4. (1992년 겨울), pp. 791–801.
- 아이스너, 켄, "합법적인 리뷰", 버라이어티 (잡지), 1993-12-20.